# Frauke Firl
Frauke Firl (geboren 1966) ist eine für Kinoproduktionen und Fernsehen tätige Kostümbildnerin.

## Werdegang
Ab 1986 besuchte Frauke Firl für ein Jahr die Schauspielschule in Bern. Im Anschluss studierte sie von 1987 bis 1991 Violine und Klavier am Konservatorium für Musik in Biel. 1992 bis 1995 schloss sich ein Studium für Kostümdesign an der Fachhochschule für Gestaltung in Hamburg an.
Nach ihrem Abschluss begann sie ihre berufliche Tätigkeit als Kostüm- und Bühnenbildnerin. Sie arbeitete bis 1999 hauptsächlich an den Bühnen der Stadt Köln sowie in Bonn für Opern- und Theaterproduktionen.
Ab 2002 folgten Aufträge als Kostümbildnerin für TV-Produktionen wie SOKO Köln und Kommissar Stolberg. Parallel dazu entstand das Kostümbild für diverse Kurzfilme sowie für das Fernsehspiel Savannah von Ruth Olshan. Seither arbeitete Frauke Firl für deutsche und internationale Kino- und TV-Produktionen, u. a. mit den Regisseurinnen Lars von Trier, Margarethe von Trotta, Eran Riklis, Detlef Buck, Joshua Oppenheimer, Christian Schwochow, Züli Aladag und Matti Geschonneck.

## Filmografie (Auswahl)
- 2006: Gegenüber, Spielfilm, Regie: Jan Bonny
- 2007: Duell in der Nacht, Fernsehfilm, Regie: Matti Geschonneck
- 2008: Hinter blinden Fenstern, Regie: Matti Geschonneck
- 2009: Entführt, Fernsehfilm, Regie: Matti Geschonneck
- 2009: Tod in Istanbul, Fernsehfilm, Regie: Matti Geschonneck
- 2009: Antichrist, Kinofilm, Regie: Lars von Trier
- 2009: Die letzten 30 Jahre, Fernsehfilm, Regie: Michael Gutmann
- 2010: Töte mich, Spielfilm, Regie: Emily Atef
- 2011: Über uns das All, Spielfilm, Regie: Jan Schomburg
- 2012: Hannah Arendt, Kinofilm, Regie: Margarethe von Trotta
- 2012: 300 Worte Deutsch, Kinofilm, Regie: Züli Aladag
- 2014: Das kalte Herz, Regie: Marc Andreas Bochert
- 2014: Die Spiegel-Affäre, Fernsehfilm, Regie: Roland Suso Richter
- 2014: Krüger aus Almanya, Fernsehfilm, Regie: Marc-Andreas Borchert
- 2014: Im freien Fall, Kinofilm, Regie Züli Aladag
- 2015: Die abhandene Welt, Kinofilm, Regie: Margarethe von Trotta
- 2015: Paula, Kinofilm, Regie: Christian Schwochow
- 2015: Mitten in Deutschland: NSU Teil 1: Die Täter, Fernsehfilm, Regie: Christian Schwochow
- 2015: The Lion Woman (Das Löwenmädchen), Kinofilm, Regie: Vibeke Idsoe
- 2016: Shelter (Aus nächster Distanz), Kinofilm, Regie: Eran Riklis
- 2016: Bad Banks, TV-Mehrteiler, Regie: Christian Schwochow
- 2017: Brüder, TV-Mehrteiler, Regie: Züli Aldag
- 2018: Deutschstunde, Kinofilm, Regie: Christian Schwochow
- 2018: Grüner wird’s nicht, sagte der Gärtner und flog davon, Kinofilm, Regie: Florian Gallenberger
- 2018: Mein Lotta Leben, Kinofilm, Regie: Neele Leana Vollmar
- 2019: Unsere wunderbaren Jahre, TV-Mehrteiler: Regie: Elmar Fischer
- 2020: Je suis Karl, Kinofilm, Regie: Christian Schwochow
- 2021: Bekenntnisse des Hochstaplers Felix Krull, Regie: Detlev Buck
- 2021: München – Im Angesicht des Krieges, Fernsehfilm, Regie: Christian Schwochow
- 2021: Der Greif, TV-Mehrteiler, Regie: Sebastian Marka, Max Zähle
- 2023: The End, Kinofilm, Regie: Joshua Oppenheimer
- 2024: Cuckoo, Spielfilm, Regie: Tilman Singer

## Auszeichnungen
- 2009: Deutscher Fernsehpreis, nominiert für Die letzten 30 Jahre[5]
- 2010: Dänischer Filmpreis Robert, nominiert für Antichrist
- 2011: Femina Filmpreis Berlinale, nominiert für Über uns das All[6]
- 2013: Deutscher Filmpreis Lola, nominiert für Hannah Arendt[7]
- 2017: Deutscher Filmpreis Lola, Bestes Kostümbild für Paula[8]
- 2018: Deutsche Akademie für Fernsehen, nominiert für Brüder[9]